# Follis (entreprise)

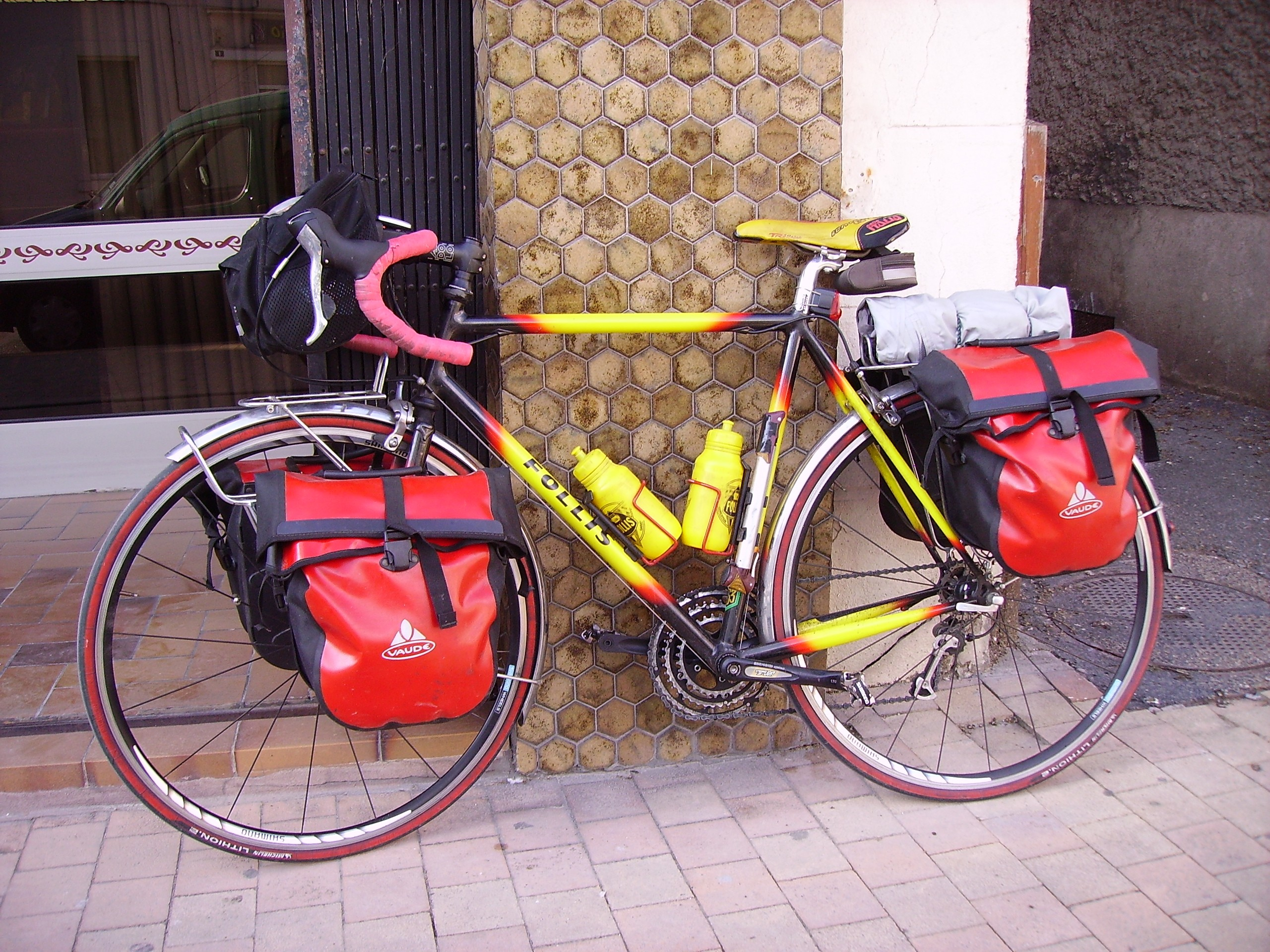
Un vélo Follis

Les Cycles Follis, fondé en 1903 et implanté au départ à Lyon (France), est un fabricant de bicyclettes. 
Les Cycles Follis ont produit de nombreux modèle de bicyclettes et était particulièrement connu pour ses tandems et ses vélos de course. Ce fabricant a disparu l'été 2007.